# Pogoanele
Pogoanele (pronunciació en romanès: [poˈɡo̯anele]) és una ciutat al sud-est del comtat de Buzău, Muntènia (Romania). La ciutat administra un poble, Căldărăști.
Pogoanele va ser declarada ciutat l'abril de 1989, com a resultat del programa de sistematització rural romanès. Es troba a la part sud-central del comtat, al mig de la plana de Bărăgan, a uns 40 quilòmetres de Buzău, la seu del comtat.
La travessa la carretera DN2C, que va de Buzău a Slobozia. L'estació de ferrocarril (3 km del centre de la ciutat) es troba a la línia CFR que uneix Urziceni i Făurei.
Segons estimació 2012 comptava amb una població de 7.829 habitants.
Entre els fills il·lustres de la ciutat hi ha el Ion A. Rădulescu-Pogoneanu i l'Ilie Stan.